# THE WORLD OF SHINJI HARADA
『THE WORLD OF SHINJI HARADA〜原田真二の世界〜』（ザ・ワールド・オブ・シンジ・ハラダ はらだしんじのせかい）は、1998年3月21日に発売された、原田真二の6作目のベスト・アルバム。

## 概要
デビューから数え、初期フォーライフ（1977年 - 1979年）・ポリドール（1980年 - 1981年）・後期フォーライフ（1983年 - 1988年） ・NECアベニュー（1988年 - 1991年）・日本コロムビア（1992年 - 1996年）までの、移籍に伴う4つのレコード会社間の壁を超え、17曲に凝縮されセレクトされたベスト・アルバム。リマスタリング。

## 収録曲
- 作詞・作曲・編曲：原田真二 （特記以外）

1. てぃーんず ぶるーす　（3分46秒）
  - 作詞：松本隆／編曲：鈴木茂・瀬尾一三
2. キャンディ　（3分41秒）
  - 作詞：松本隆／編曲：原田真二・阿部雅士
3. シャドー・ボクサー　（4分5秒）
  - 作詞：松本隆／編曲：後藤次利
4. タイム・トラベル　（3分51秒）
  - 作詞：松本隆
5. スペーシィ・ラブ　（3分56秒）
  - 作詞：松本隆
6. OUR SONG　（5分00秒）
7. マーチ　（3分54秒）
8. STRAWBERRY NIGHT　（2分53秒）
9. 雨のハイウェイ　（3分56秒）
10. Modern Vision　（4分18秒）
11. 永遠を感じた夜　（4分01秒）
12. 伝説KISS　（6分16秒）
13. 見つめてCARRY ON　（4分34秒）
14. 君にもっと近づきたくて　（4分41秒）
15. You are my Energy　（6分08秒）
16. Miracle Love　（5分30秒）
17. 黙示録 (The Revelation)　（4分37秒）
  - 作詞：松本隆